# Somebody Outside
Somebody Outside é o primeiro álbum de estúdio da cantora sueca Anna Ternheim, lançado em 2004.
O álbum atingiu o #3 da parada sueca, permanecendo por 41 semanas entre os mais vendidos.

## Faixas
1. To Be Gone
2. Better Be
3. I'll Follow You Tonight
4. Bring Down Like I
5. I Say No
6. A French Love
7. A Voice to Calm You Down
8. Somebody'S Outside
9. My Secret
10. Shoreline